# Al-Wathba Sports Club
O Al-Wathba Sports Club é um clube de futebol com sede em Homs, Síria. A equipe compete no Campeonato Sírio de Futebol.

## História
O clube foi fundado em 1938.